# Parkstad Limburg Theaters

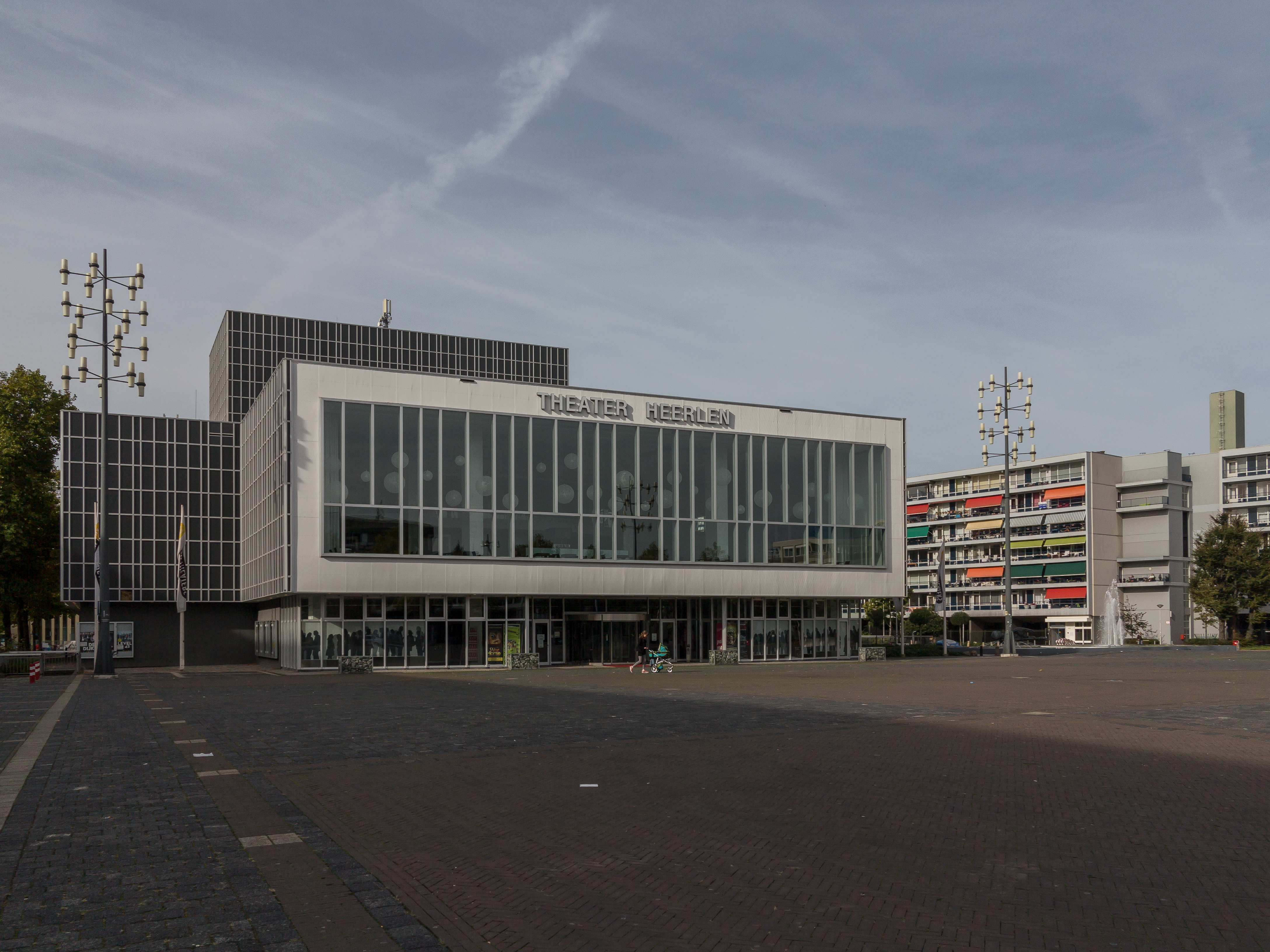
Theater Heerlen in 2014

Parkstad Limburg Theaters is een groep van twee theaters, Theater Heerlen - vroeger Stadsschouwburg Heerlen - en Theater Kerkrade - voorheen Wijngrachttheater Kerkrade. De gemeente Heerlen en gemeente Kerkrade maken beide deel uit van het samenwerkingsverband Parkstad Limburg, vandaar de naam. De programmering is verdeeld over beide locaties, afhankelijk van het soort voorstelling: Theater Heerlen beschikt over drie zalen van klein tot groot, een theatercafé en een foyer waar kan worden opgetreden; Theater Kerkrade beschikt over een middelgrote zaal.
"De Stadsschouwburg Heerlen zal een voorhoedefunctie vervullen bij de ontwikkeling van tal van activiteiten op cultureel gebied en op deze wijze intensief meewerken aan de profilering van Heerlen als stad waar het goed toeven is." - aldus oud-burgemeester Piet van Zeil in een speciale uitgave, ter gelegenheid van het 30-jarig bestaan van de Stadsschouwburg Heerlen aan het Burgemeester van Grunsvenplein in 1991.

## 1877-1913
Na enig geharrewar op het eind van de negentiende eeuw over wie nu wel en wie niet verantwoordelijk was voor het culturele erfgoed van Heerlen, nam harmonie St. Caecilia het voortouw. Het gezelschap organiseerde, naast een vocaal of instrumentaal concert, ook meer op een cultureel terrein. Uit een advertentie uit 1877 blijkt dat een concert voor viool en piano van St. Caecilia door komieke voordrachten onderbroken werd. Een poging dus om meerdere disciplines bijeen te brengen.
De activiteiten van St. Caecilia vonden zoveel weerklank, dat de eigenaar van een nieuw hotel aan de Stationsstraat, E. Dirix, een heuse concertzaal voor St. Caecilia inrichtte. Aan de opening van deze concertzaal werkte de bekende Heerlenaar, de violist Charles Hennen, mee. Nog geen jaar later had Heerlen ineens twee concertzalen: Hotel Java (aan het huidige Wilhelminaplein) meende niet achter te kunnen blijven en bood in 1897 aan mannenkoor St. Pancratius ook een eigen concertzaal aan. Dit gulle gebaar was maar een kort leven beschoren. Toch bleef Pancratius zich met culturele activiteiten bezighouden. Op eigen risico nodigde het koor ‘Het Toneel’ uit Amsterdam uit om in de regie van Willem Royaards het toneelstuk ‘Lucifer’ te spelen. Het werd een doorslaand succes en het legde de voedingsbodem voor de bouw van het Hollandia Theater, dat in 1913 aan de Saroleastraat zijn deuren opende voor film en toneelvoorstellingen.

## 1920-1961: Theater Klompstraat
Een consortium had echter grootse plannen voor de bouw van een hotel met een echte grote schouwburg aan de Klompstraat. In 1920 werd een begin met de bouwwerkzaamheden gemaakt. Volgens planning zou het theater in 1921 opgeleverd worden. Al snel merkte men dat er veel te weinig geld beschikbaar was voor een dergelijke onderneming. De bouw werd stop gelegd en vijf jaar lang bleef een half afgewerkte schouwburg aan de Klompstraat liggen. Het was zangvereniging St. Pancratius die in 1925 het initiatief nam om het gebouw speelklaar te maken. Als stok achter de deur was het wereldberoemde koor van de Sixtijnse Kapel uitgenodigd voor een concert op 27 september 1925. Met man en macht en vooral veel vrijwilligers werd er aan het gebouw gewerkt. En de streefdatum werd gehaald. Het koor kon er een legendarisch concert geven.
Toen toenmalig directeur H. Vankan in 1951 de medewerkenden aan het slot van de uitvoering van de opera ‘La Traviata’ met bloemen kwam bedanken, stortte er een gedeelte van het plafond naar beneden. Hij sprak de historische woorden: ‘Dit betekent dat Heerlen rijp is voor een nieuwe schouwburg.’ Na de Tweede Wereldoorlog voldeed het namelijk in het geheel niet meer aan de eisen van de moderne toneeltechniek. Het gebouw aan de Klompstraat was in 1961 geheel ‘op’ en heeft uiteindelijk plaats moeten maken voor een parkeergarage.

## 1958-1961: Nieuwbouw Frits Peutz
Nadat in 1958 de vergunning voor een nieuwe schouwburg verleend was, kreeg de Heerlense architect Frits Peutz de opdracht voor het ontwerp. Aanvankelijk wilde de gemeenteraad het theater laten bouwen op de plaats waar nu winkelcentrum ’t Loon staat. Het toenmalige Ministerie van Wederopbouw en Volkshuisvesting gaf hiervoor echter geen toestemming. Het theater moest in het centrum van de stad gebouwd worden, waarna gekozen werd voor het Burgemeester van Grunsvenplein. In november 1961 was de bouw van het nieuwe theater voltooid. De kosten bedroegen 4.758.852,57 gulden. Met de opera Don Carlos werd de opening op zaterdag 18 november 1961 feestelijk gevierd.

## 1994-2022: Periode Schoonderwoerd
Door de jaren heen is regelmatig aan het gebouw gesleuteld. Zo kwamen een kleine zaal, een rotondezaal, ruimte voor het gemeentelijk archief en een oudheidkundig museum in de achterbouw tot stand. In 1994 werd Bas Schoonderwoerd, op dat moment directeur van Theater Agnietenhof in Tiel, algemeen directeur van Theater Heerlen. Het theater verkeerde in die periode in een dal en Schoonderwoerd moest daar verandering in brengen. Hij zou uiteindelijk 28 jaar aan het roer blijven. Na vele jaren voorbereiding werd in april 2005 begonnen met de renovatie van Theater Heerlen. Het hele gebouw werd onder handen genomen en uitgebreid met een nieuwe zaal, waarbij het gebouw van Peutz gerespecteerd werd. Eind 2022 ging Schoonderwoerd met pensioen. Hij werd per 1 januari 2023 opgevolgd door Janine Dijkmeijer, tot 2019 zakelijk directeur van het Nederlands Dans Theater en daarna van The New Zealand Dance Company in Auckland.

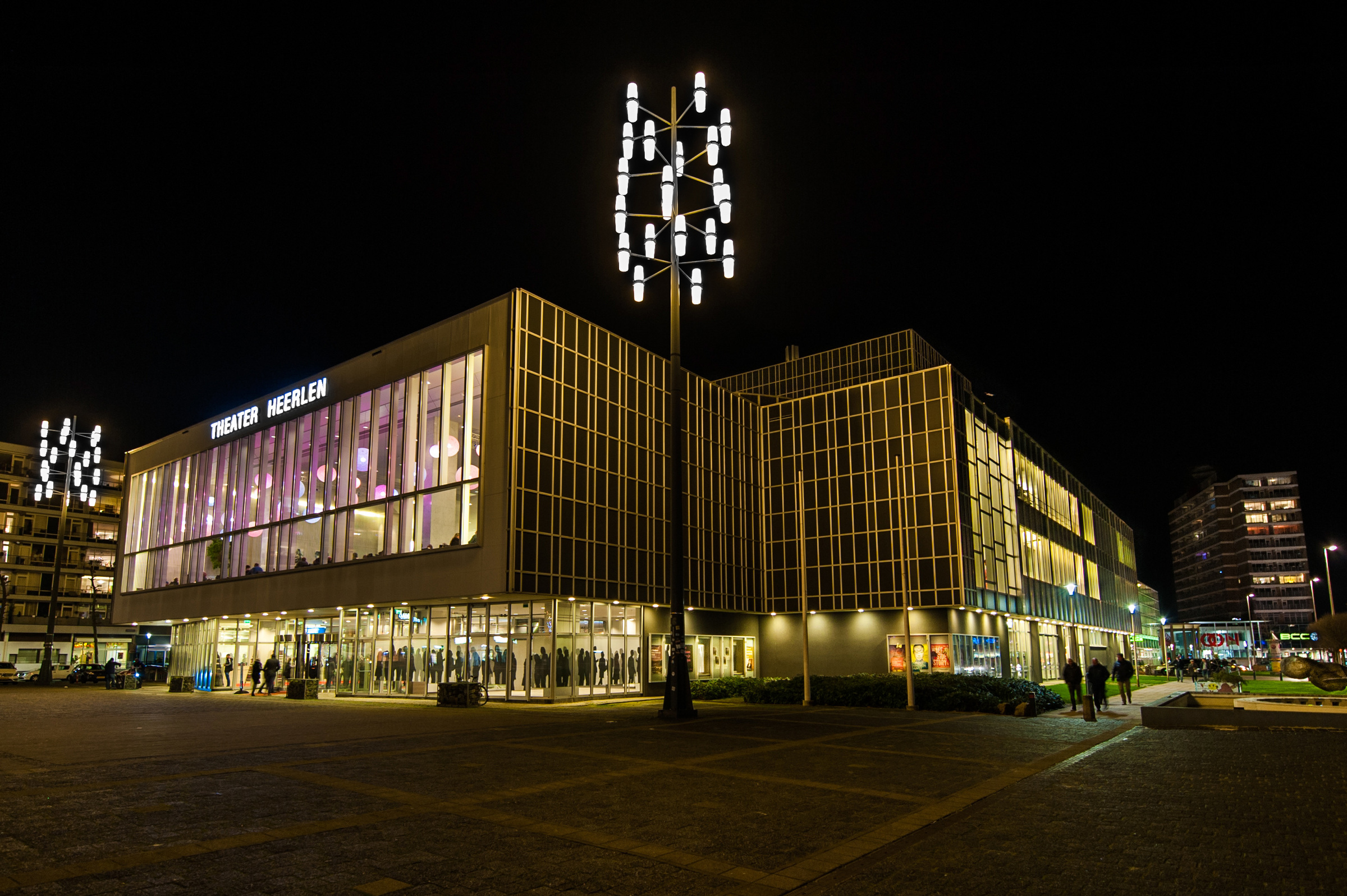
Gevel Parkstad Limburg Theaters, locatie Heerlen
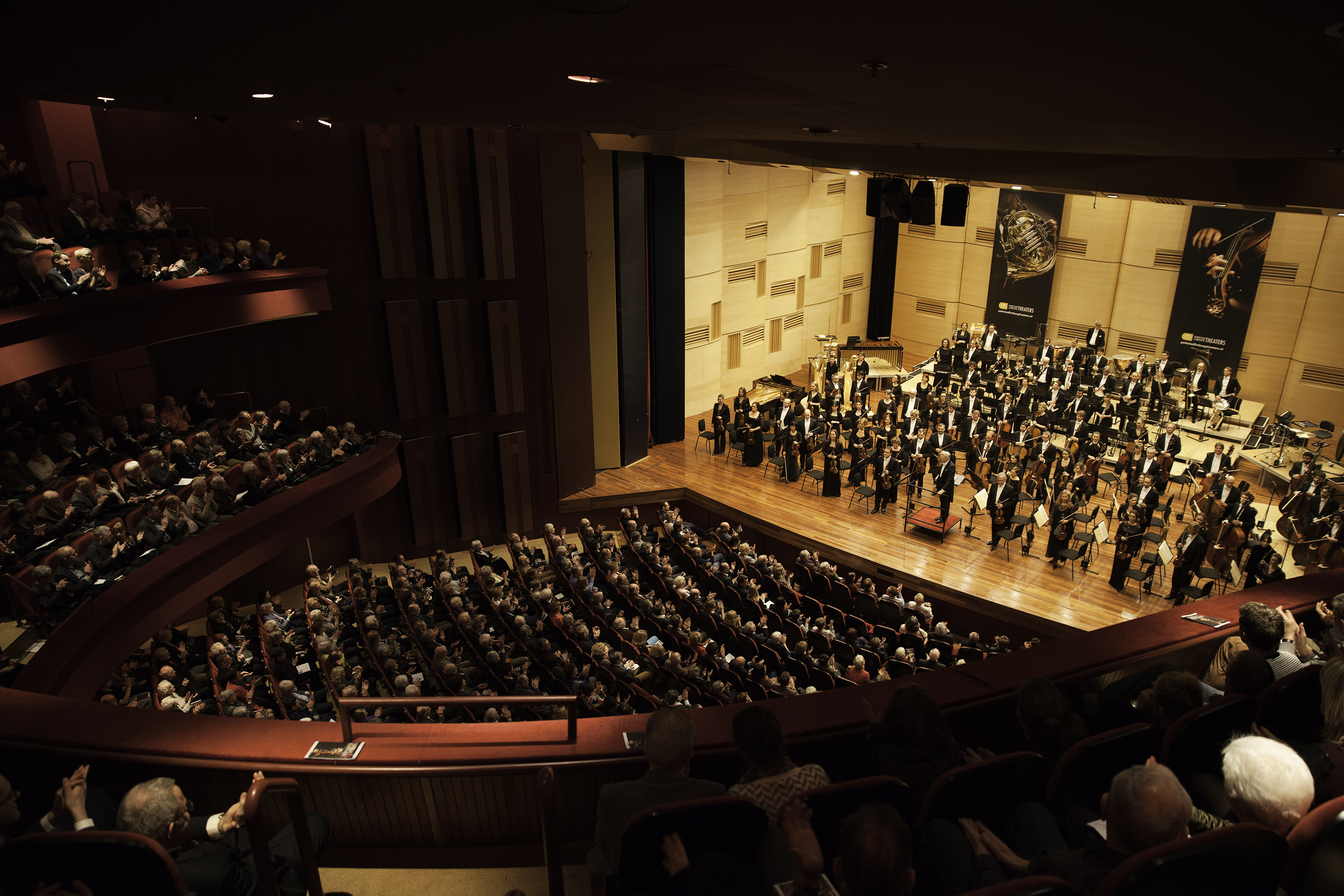
Rabozaal, Parkstad Limburg Theaters locatie Heerlen
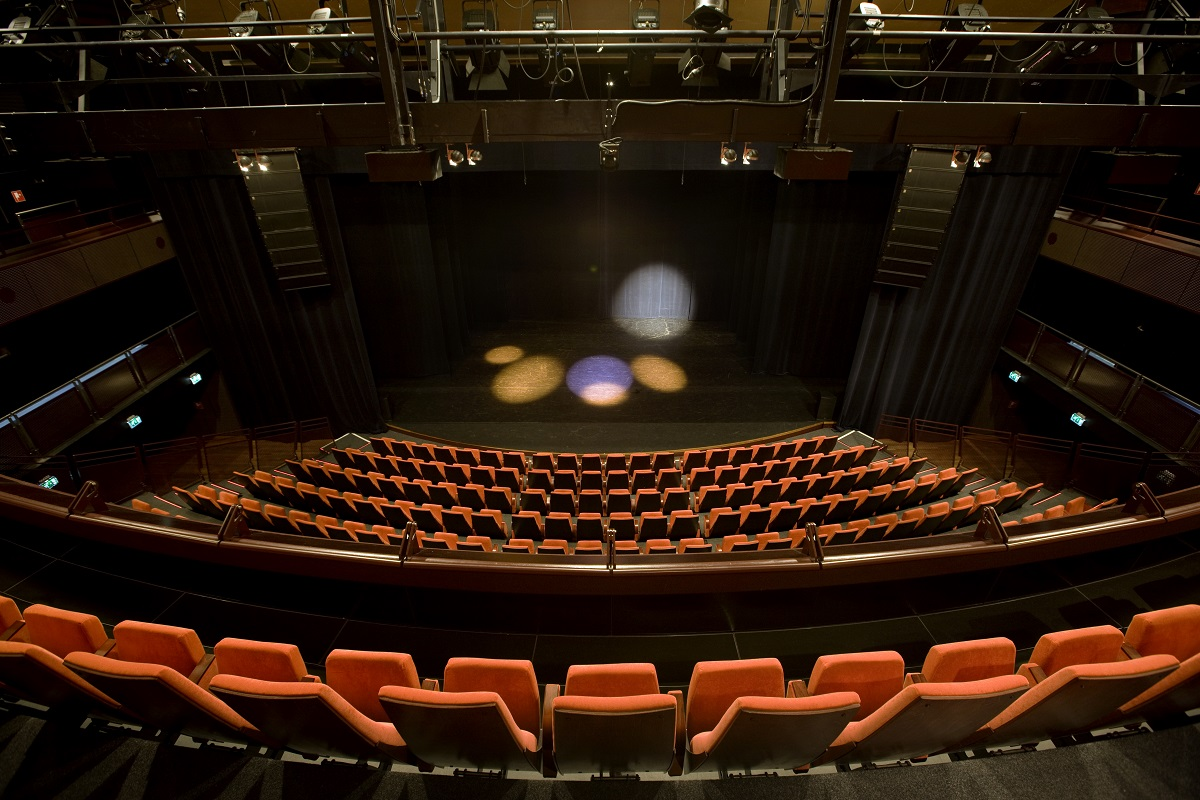
Limburgzaal, Parkstad Limburg Theaters locatie Heerlen
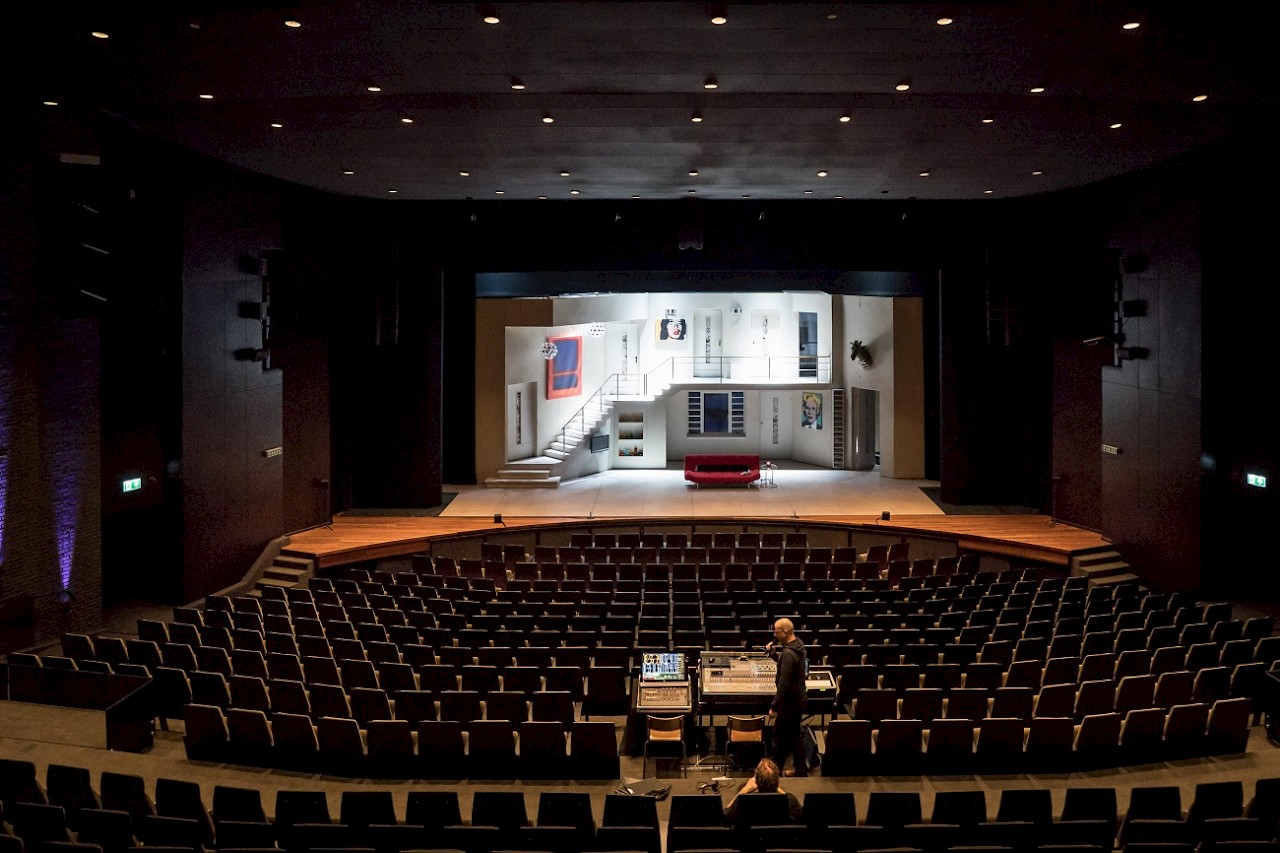
Grote zaal, Parkstad Limburg Theaters locatie Kerkrade